# Поречье (58656443211)
Поречье — деревня в Струго-Красненском районе Псковской области России. Входит в состав сельского поселения «Новосельская волость».

## География
Находится на северо-востоке региона, в центральной части района, в лесной местности на р. Курея.
Уличная сеть не развита.

## История
Первое упоминание — 1585-87, как дер. Поречье Заклинской губы Заклинской засады.
В 1918-28 годах — центр Поречского сельсовета Заклинской волости, в 1923-27 гг. — в Соседненской волости Лужского уезда; в 1927-28 гг. — в Новосельском районе.
В 1941—1944 гг. в фашистской оккупации. В 1943 г. фашисты сожгли часовню; на её месте, как пишут Ефимов и Фёдоров, 2015, «сохраняется каменный крест — так называемая каменная „баба“, почитаемая местными жителями; ранее каменный крест находился внутри часовни, сейчас это место обнесено железной оградой».
Согласно Закону Псковской области от 28 февраля 2005 года деревня Поречье вошла в состав образованного муниципального образования Новосельская волость.

## Население
| 2001 | 2002 | 2010 | 2011 |
| ---- | ---- | ---- | ---- |
| 7    | →7   | ↘4   | →4   |

## Инфраструктура
В 1931-41 гг. деревни Поречье и Мурово составили колхоз «Мурово». После Великой Отечественной войны деревни Поречье, Мурово и Заклинье на 1944-50 гг. составили колхоз «Мурово». В 1950-59 гг. — действовала бригада Поречье колхоза «Вперёд за Родину», с 1959 г. — бригада Поречье совхоза «Красное»; при ней МТФ (1966), животноводческая ферма (1987).

## Транспорт
Просёлочные дороги.